# مونيك بوسكو
مونيك بوسكو (بالإنجليزية: Monique Bosco)‏‏ (8 يونيو 1927 في فيينا - 17 مايو 2007 في مونتريال) شاعرة، وكاتِبة، وروائية، وصحفية من كندا.